# Denize Karabuda
Christina Denize Karabuda, född 12 februari 1962 i Stockholm, är en svensk skådespelare, manusförfattare och regissör.

## Biografi
Karabudas föräldrar Günes och Barbro Karabuda var filmare och hon är uppvuxen i Sverige men också längre perioder i Turkiet, Paris och Santiago de Chile. Hon är syster till Alfons Karabuda, systerdotter till Krister Gidlund och dotterdotter till Alfons Gidlund. Denize Karabuda började med teater efter gymnasiet, gick ut Teaterhögskolan i Stockholm 1990.  Hon debuterade på Dramaten 1989 som Mariane i Den girige och har senare medverkat i flertal TV-produktioner, alltifrån thrillers till sit-com. Den första långfilmen var Vendetta 1995, den senaste, danska Fighter hade premiär i Köpenhamn 14 december 2007. 
Karabuda debuterade som dramatiker 2006 med Den gula tapeten för Radioteatern. Hon har skrivit manuset till långfilmen Se upp för dårarna (premiär 16 februari 2007), som regisserats av bästa vännen Helena Bergström. Denize Karabuda har regisserat kortfilmen Pokerface, internationell premiär på Filmfestivalen i Prag (13 november 2008), där den ingick i tävlingssektionen. 
Denize Karabuda har skapat TV-serien Sommaren-85 tillsammans med författaren Emma Hamberg, premiär SVT 14 september 2020.
År 2022 debuterade Karabuda som författare med romanen Ambassadören på Portland Place på Bazar förlag. 2024 kom den fristående uppföljaren Änkan vid Moulin Rouge (Bazar)
Sedan 1992 är Karabuda gift med regissören Wilhelm Carlsson och mor till journalisten och skribenten Effie Karabuda.

## Filmografi
Manus
- 2007 – Se upp för dårarna
- 2009 – Pokerface

Regi
- 2009 – Pokerface

Roller
- 1995 – Vendetta
- 1996 – Anna Holt – polis (TV-serie)
- 1996 – Sånt är livet
- 1999 – Jakten på en mördare (TV-serie)
- 1999 – C/o Segemyhr (TV-serie)
- 1999 – Hälsoresan – En smal film av stor vikt
- 2000 – Gossip
- 2001 – Agnes (TV-serie)
- 2006 – Brevbärarens hemlighet
- 2007 – Fighter
- 2017 – Saknad

## Teater

### Roller (ej komplett)
| År   | Roll                              | Produktion             | Regi             | Teater       |
| ---- | --------------------------------- | ---------------------- | ---------------- | ------------ |
| 1989 | Mariane                           | Den girige Molière     | Wilhelm Carlsson | Dramaten     |
| 2002 | Nastenka, skolinspektörens hustru | Revisorn Nikolaj Gogol | Wilhelm Carlsson | Chinateatern |